# Armoiries de la République dominicaine

Armoiries de la République dominicaine

Depuis leur création en 1844 jusqu'à l'année 1913, les armoiries de la République dominicaine ont souffert de différentes variations de leur conception tellement diverses que pendant les premières années d'indépendance, il était difficile de trouver deux armoiries identiques, bien qu'elles soient imprimés par des organismes officiels.

## Histoire des armoiries dominicaines
Les premières armoiries avaient deux branches extérieures de laurier et sous celles-ci, en formant un arc, apparaissait un serpent se mordant la queue (signe d'éternelle évolution).
Sur un troisième plan apparaissait, ouvert et dans le centre, le livre des Évangiles ; derrière le livre il y avait un trophée d'armes (une lance et un canon avec baïonnette à droite) ; en haut du livre il y avait un drapeau dominicain.
En second plan il y avait deux drapeaux dominicains et, dans le croisement, il y avait un bonnet frygien (symbole de la liberté).
En premier plan, dans la partie inférieure, il y avait un large ruban avec les mots República Dominicana et, aux deux côtés dans la partie inférieure, deux canons avec leurs boulets respectifs disposés de manière pyramidale.
Des constitutions, lois et décrets postérieurs ont modifié la structure du blason :
On a éliminé les canons (Constitution du 6 novembre 1844).
Substitution d'une branche de laurier (la première par une de vigne en 1848 et ensuite par une feuille de palmier en 1853).
Le drapeau central a été remplacé ensuite par une croix en 1853.
Disparition du trophée d'armes, du bonnet frygien et du serpent, quatre drapeaux croisés au lieu de deux, etc.
Ce qui créa une grande variété de blasons différents et indistinctement utilisés dans les documents officiels entre 1844 et 1913. Ils étaient parfois combinés avec d'autres ou on omettait des détails dans certains. Chaque fois qu'on réformait la Constitution, on faisait de petites corrections en décrivant le blason.
Ce ne fut qu'à partir de l'année 1913 qu'on officialisa une uniformité héraldique par décret du 6 février 1913 rédigée par le gouvernement de Adolfo Alejandro Nouel y Bobadilla. Dans le même décret apparaissait une conception, faite par Casimiro de Moya, reproduisant le Gran Sello de la Nación.
Outre la forme, ce décret a fixé, dans son article second, les couleurs actuelles : le bleu outre-mer et le rouge vermillon.

Les premières armoiries dominicaines (1844)

## Forme actuelle(décret du 6 février 1913)
Les armoiries de la République auront les mêmes couleurs que le drapeau national disposées de manière égale ; 
porteront dans le centre le livre des Évangiles, ouvert au passage de l'Évangile selon Jean 8:32, donc on peut lire Y la verdad os hará libres (« Et la vérité vous affranchira »), avec une croix au-dessus, les deux apparaissant au centre d'un trophée intégré par deux lances et quatre drapeaux nationaux sans armoiries, disposés aux deux côtés ; 
Elles porteront une branche de laurier (immortalité) du côté gauche et une de palmier (liberté) du côté droit, unies par un ruban rouge (symbolisant la gloire) ; seront couronnées par un ruban bleu outre-mer dans lequel on lira la devise : Dios, Patria y Libertad (patriotisme), et dans la base il y aura un autre ruban de couleur rouge vermillon avec les mots : República Dominicana.
La forme des armoiries nationales sera d'un quadrilatère, avec les angles supérieurs sortants et les inférieurs arrondis.